# Umay
Umay, var barnsbördens och fruktbarhetens gudinna i den ursprungliga traditionella turkisk-mongoliska religionen, tengriismen.